# Коста Стоянов (общественик)
Вижте пояснителната страница за други личности с името Коста Стоянов.
Коста Стоянов Биволаров, известен като Емборец, е български търговец, индустриалец, благодетел и общественик от Македония.

## Биография
Коста Стоянов е роден в 1848 година в кайлярското село Емборе, тогава в Османската империя, в бедно семейство. Негов брат е българският обществен деец Димитър Стоянов Биволаров, също известен като Емборец. В 1863 година Коста Стоянов се преселва в Плевен и няколко години работи в околните села. Установява се в града окончателно в 1876 година и заедно с брат си Димитър Стоянов, плевенския благодетел Димитър Константинов и с други съмишленици открива търговска фирма за търговия с брашно и зърнени култури „Стоянов – Константинов и сие“. Фирмата постепенно става една от най-големите експортни къщи за зърнени храни в Северна България. След като натрупва състояние подпомага деца на бедни бежански семейства и медицинското обслужване в града.
Той е сред основните акционери на Плевенската акционерска банка „Напредък“ и дълги години е председател на Управителния съвет на банката. Основава Българското параходно дружество във Варна, като също така е негов акционер.
Коста Стоянов дарява големи суми на църкви, благотворителни, спортни и други организации. Със завещанието си основава благотворителен фонд, който да носи неговото име и дарява недвижими имоти в центъра на града.
Стоянов умира на 4 септември 1929 година.
Къщата му в Плевен е една от характерните за времето си постройки в града.